# SOS Noronha
SOS Noronha és una pel·lícula d'aventures francesa dirigida el 1957 per Georges Rouquier amb guió de Pierre Boileau, i protagonitzada per Jean Marais. El guió era basat en una novel·la de Pierre Viré.

## Argument
El 1930, a l'illa de Fernando de Noronha, a quatre-cents quilòmetres de la costa del Brasil, hi ha una estació de ràdio francesa per guiar els avions Aeropostale que creuen l'Atlàntic fins a Dakar, Senegal. Una nit, Frederic Coulibaud, el cap de l'emissora, descobreix que un dels seus operadors de ràdio ha esatt apunyalat, que els emissors estan fora de servei i que el telèfon ha estat tallat. D'altra banda, l'emissora encara rep missatges que mostren que ha esclatat una revolució al Brasil. És urgent restablir els enllaços radiofònics perquè, aquell dia, Jean Mermoz ha d'intentar per cinquanta-tercera vegada l'aeropostal Natal-Dakar a bord del seu hidroavió Latécoère 28.
Al centre penitenciari de l'illa s'hi han amotinat els presos polítics i s'han apoderat d'una gran part de l'illa. Mentre Coulibaud treballa febrilment per reparar els transmissors, els seus camarades Mastic el mecànic, Froment el meteoròleg i els operaris brasilers Pratinho i Miguel, armats amb fusells i revòlvers, es preparen per defensar l'estació a tot preu. Miguel tornarà, esgotat, amb notícies alarmants: els condemnats han requisat un dipòsit d'armes i municions.
El governador brasiler de Noronha, la seva dona i la seva filla Vanja fugen de la ciutat de San Fernando i es refugien a l'estació, al voltant de la qual s'alça una barricada. Hi ha males notícies de Mermoz. Obligat a aterrar, llança un SOS. Coulibaud i el seu equip han d'informar Dakar, París, Natal i mantenir el contacte amb les patrulles. I és només quan el vaixell Marseille ha salvat Mermoz que Coulibaud llançarà el seu "S.O.S. Noronha" per a l'evacuació de l'illa, conscient que no pot contenir l'imminent atac dels insurgents. A la nit, un vaixell anglès recull els assetjats mentre l'estació és saquejada pels condemnats.
Tres mesos després, Coulibaud, Froment i Mastic tornen a l'illa de Noronha per tornar a posar en servei l'estació.

## Repartiment
- Jean Marais: Frédéric Coulibaud
- Daniel Ivernel: Mastic
- Yves Massard: Froment
- Vanja Orico: Vanja
- José Lewgoy: Pratinho
- Ruy Guerra: Miguel
- Altit: Santaremi
- Mario Bernardi: Governador
- Alina de Lima: Esposa del governador